# Гліфлозини

Флоризин — перший представник гліфлозинів

Дапагліфлозин

Емпагліфлозин

Гліфлозини — це група лікарських засобів, які початково застосовувалися для лікування цукрового діабету ІІ типу. Пізніше було встановлено позитивний вплив препаратів на перебіг хронічної серцевої недостатності, а також хронічної хвороби нирок.

## Історія
Першим препаратом, який за механізмом дії відносився до групи гліфлозинів, був флоризин, який уперше був виділений з кори яблуні французькими хіміками у 1835 році. Спочатку його застосовували як жарознижувальний препарат, проте пізніше німецькими фізіологами було встановлено, що флоризин має властивості причинювати глюкозурію, що може застосовуватися в лікуванні цукрового діабету. Проте в цього препарату була низька біодоступність та потенційно висока токсичність, що зупинило дослідження флоризину. Пізніше, вже на початку ХХІ століття, було розроблено похідні флоризину, які мали більш селективну дію, та не мали такої токсичності, які розпочали застососуватися в лікуванні цукрового діабету. Пізніше встановлено, що гліфлозини маю позитивний вплив на перебіг хронічної серцевої недостатності, а через деякий час підтверджено їх позитивний вплив на хронічну хворобу нирок. У 2016 році емпагліфлозин був схвалений для лікування хворих із серцево-судинними захворюваннями та цукровим діабетом, а в 2019 році був схвалений для лікування дорослих хворих із хронічною серцевою недостатністю зі зниженою фракцією викиду., а в 2018 році для зниження ризику несприятливих серцево-судинних подій у США схвалено канагліфлозин. У 2023 році в ЄС схвалено застосування дапагліфлозину у хворих із серцевою недостатністю незалежно від рівня фракції викиду, включно з незначно зниженою та збереженою фракцією викиду. У 2023 році в ЄС схвалено емпагліфлозин для лікування хронічної хвороби нирок.

## Механізм дії
Механізм дії гліфлозинів полягає в інгібуванні натрійзалежного котранспортера глюкози 2-го типу, що призводить до зниження реабсорбції глюкози з клубочкового фільтрату в канальцях нирок, наслідком чого є збільшення виведення глюкози, а також і натрію з сечею, що призводить до зниження концентрації глюкози в крові. Цей механізм дії є інсулінонезалежним, та не сприяє збільшенню частоти гіпоглікемії. Окрім зниження рівня глюкози в крові, гліфлозини знижують рівень сечової кислоти в крові шляхом збільшення її виведення з сечею, сприяють зниженню маси тіла шляхом зниження калорійності внаслідок підвищеного виведення глюкози з організму, а також сприяють зниженню рівня артеріального тиску. Також гліфлозини зменшують об'єм міжклітинної рідини, а також сприяють зменшенню розмірів лівого шлуночка. Усі гліфлозини мають подібні показники всмоктування в організмі, максимальна концентрація гліфлозинів при пероральному застосуванні складає 1—2 години, біодоступність коливається від 65 до 100 %, характеризуються печінковим метаболізмом, період напіввиведення препаратів коливається від 10 до 16 годин. Усі гліфлозини мають здатність знижувати ризик несприятливих серцево-судинних подій, проте при їх застосуванні збільшується ризик ампутації кінцівок. Серед побічних ефектів гліфлозинів найчастішими є інфекції сечовидільних шляхів та статевої системи, зумовлені збільшенням концентрації глюкози в сечі, що сприяє розмноженню бактерій та інших збудників інфекцій у сечових шляхах.

## Склад групи
В Україні станом на 2024 рік зареєстровано 3 лікарські препарати з групи гліфлозинів: канагліфлозин, дапагліфлозин і емпагліфлозин. У США та ЄС зареєстрований також ертугліфлозин. У Японії також зареєстровані іпрагліфлозин, тофогліфлозин і люзеогліфлозин, ще низка препаратів групи проходить клінічне дослідження в різних країнах.

## Клінічне застосування
Початково гліфлозини застосовувалися виключно при цукровому діабеті ІІ типу для зниження рівня глюкози в крові. Проте пізніше було встановлено ефективність цієї групи препаратів у профілактиці несприятливих серцево-судинних подій та зменшення частоти госпіталізацій з приводу серцево-судинних захворювань, а також подовження тривалості життя у хворих цукровим діабетом і серцево-судинними хворобами, що дало можливість схвалення препаратів групи для застосування при хронічній серцевій недостатності, навіть при відсутності цукрового діабету. Пізніше встановлено позитивний вплив гліфлозинів у лікуванні хронічної хвороби нирок, і препарати групи були схвалені для лікування хронічної хвороби нирок.